# Castelsantangelo sul Nera
Castelsantangelo sul Nera é uma comuna italiana da região dos Marche, província de Macerata, com cerca de 368 habitantes. Estende-se por uma área de 70 km², tendo uma densidade populacional de 5 hab./km². Faz fronteira com Montefortino (FM), Montemonaco (AP), Nórcia (PG), Preci (PG), Ussita, Visso.

## Demografia
| Variação demográfica do município entre 1861 e 2011                               |
|                                                                                   |
| Fonte: Istituto Nazionale di Statistica (ISTAT) - Elaboração gráfica da Wikipedia |